# エクステンデッド・リアリティ

エクステンデッド・リアリティの主な種類（右にいくほど仮想世界の度合いが高まる）

エクステンデッド・リアリティまたはクロス・リアリティ（extended realityまたはcross reality、略称：XR）は、現実世界と仮想世界を融合することで、現実にはないものを知覚できる技術の総称である。具体的には、拡張現実（AR）・複合現実（MR）・仮想現実（VR、バーチャル・リアリティ）などが含まれる。
拡張現実（AR）では現実世界にバーチャルな情報を重ね合わせて表示し（スマートフォンなどを使用）、複合現実（MR）ではそのことに加えて、視線を動かすことやジェスチャーによりバーチャルな情報を操作することができる（ヘッドマウントディスプレイなどを使用）。仮想現実（VR、バーチャル・リアリティ）では仮想世界に入り込むことになる（ヘッドマウントディスプレイなどを使用）。このように、AR・MR・VRは現実世界と仮想世界の融合度合いによって分類され、それぞれの技術を実現するためのハードウェアは必ずしも同じではない。
「XR」という言葉が生まれた背景には、VRやARなどを複合した技術が登場していることが挙げられる。例えば、ヘッドマウントディスプレイを使ったVRのゲームにARのコンテンツを組み合わせた場合、それがVRなのかARなのか、境界線を引くのは難しいからである。なお、XRの「X」をさまざまな技術を表す変数を意味するために小文字にして、「xR」と表記することもある。
2000年に入ってコンシューマー向けのヘッドマウントディスプレイ（HMD）が発売されるようになったことをきっかけに、エンターテインメント分野を中心にVRをはじめとするXRのコンテンツ開発・利用検討が進み、開発環境やハードウェアが進化した。その結果、センシング精度の向上、ハードウェアの低価格化と性能向上、3DCGの普及と表現の高精細化がもたらされ、PCを必要としないスタンドアローンのHMDが登場し、搭載された各種のセンサーやカメラがユーザーの動きや現実世界の物理的な空間情報を高精度で取得して再現することが可能になった。また、プログラムを開発するゲームエンジンの機能向上、個人利用での無料化に伴う開発者の増加も、技術向上の要因となっている。
こうしたさまざまな品質向上により、「XR」技術はエンタテイメント分野以外のビジネス利用にも耐え得るようになった。コンピュータや通信技術の発展にともない、映画やゲームなどエンタメ業界を中心に発展してきた技術は、産業界でも活用が広がりつつある。